# Ernst Friedrich von Schlotheim
Ernst Friedrich von Schlotheim (Allmenhausen, 2 de abril de 1764 – Gota, 28 de março de 1832) foi um paleontólogo e político alemão.

## Vida
Ele foi Conselheiro Privado e Presidente da Câmara no tribunal de Gotha. Tornando-se interessado em geologia, ele reuniu uma coleção muito extensa de fósseis. Em 1804, ele publicou descrições e ilustrações de notáveis vestígios de plantas (Carboníferas), Ein Beitrag zur Flora der Vorwelt .
Sua obra mais importante foi intitulada Die Petrefactenkunde (1820). Nela ele incorporou as placas usadas em suas memórias anteriores e as complementou por um atlas em fólio (1822), no qual ilustrou sua coleção de restos petrificados e fósseis do reino animal e vegetal de um mundo anterior. Pela primeira vez na Alemanha, os fósseis foram nomeados de acordo com o sistema binomial de Lineu. Seus espécimes estão preservados no Museu de Berlim. Ele morreu em Gotha.

## Obras
- Beschreibung merkwürdiger Kräuter-Abdrücke und Pflanzen-Versteinerungen (Gotha, 1804)
- Beyträge zur Naturgeschichte der Versteinerungen in geognostischer Hinsicht (München, 1817).
- Die Petrefactenkunde auf ihrem jetzigen Standpunkte durch die Beschreibung seiner Sammlung versteinerter und fossiler Überreste des Thier- und Pflanzenreichs der Vorwelt. (Gotha, Becker’sche Buchhandlung, 1820)
- Nachträge zur Petrefactenkunde. (Gotha, Becker’sche Buchhandlung, 1822)